# Ethnographisches Interview
Das ethnographische Interview (von altgriechisch éthnos ‚fremdes Volk‘ und graphé ‚Schrift‘: „Völkerbeschreibung“) soll im Rahmen von qualitativen Interviews helfen, Einblicke in die Lebenswelt und den Alltag von Personen und ihre kulturabhängigen Wertvorstellungen zu geben. Dabei werden beispielsweise Verbraucher (Konsumenten) in ihrem natürlichen Umfeld oder im Alltags-Setting (zu Hause, im Fahrzeug, auf der Straße) beobachtet und zu Gewohnheiten und Bedürfnissen befragt.
Ein spezielles Merkmal des ethnographischen Interviews ist, dass es dem Interviewer erlaubt, sich von den Antworten überraschen zu lassen. Es ist also nicht grundlegend, dass bereits vorher Vorannahmen und Vermutungen über Erkenntnisse aus dem ethnographischen Interview bestehen, weil das Interview auch von einem gewissen Nicht-Wissen lebt. Trotzdem hat das Interview im Ablauf eine gewisse Struktur und zählt somit zu der Kategorie der Leitfadeninterviews.
Ethnographische Interviews ermöglichen, die Einstellungen und Alltagsroutinen des Befragten zu erfassen. Diese sind oft nicht bewusst, werden somit in einem reinen Gespräch auch nicht verbalisiert. Dadurch öffnet diese Methode der Marktforschung viele Möglichkeiten, denn das Aufdecken von Gewohnheiten und Einstellungen liefert wichtige Erkenntnisse über das Konsumentenverhalten, beispielsweise die Nutzungsgewohnheiten von Produkten oder auch die kontextuelle Bedeutung verschiedener Marken im Alltag. Darüber hinaus kann man vergleichen, welche kulturellen Unterschiede es zwischen den Konsumenten gibt. All diese Erkenntnisse geben die Möglichkeit, sich bei Produktkonzeptionen oder Markenkommunikationen in unterschiedlichen Märkten eine Ausrichtung basierend auf den Bedürfnissen der Zielgruppe vorzunehmen.

## Theoretische Grundlagen
Die Ethnographie ist ein Teilbereich der Ethnologie oder Völkerkunde, ihre Wurzeln liegen in der Sozialanthropologie. 
Ethnographie ist eine spezielle Form der völkerkundlichen Forschung, deren zentrales Anliegen es ist, das Leben fremder Gruppierungen aus deren Sichtweise zu verstehen. Dabei geht es nicht unbedingt um die Betrachtung von Völkern oder Kulturen, sondern auch um kleinere, oftmals multikulturelle Gruppen wie die Bevölkerung eines Stadtteiles oder die Belegschaft eines Büros. Im angelsächsischen Sprachraum wird ethnography manchmal gleichbedeutend mit „qualitativer Forschung“ verwendet.

## Forschungsmethodik
Inhalt eines ethnographischen Interviews ist die Erforschung von Motiven und Einstellungen zu unterschiedlichen Themen des Alltags oder der Lebenswelt des Befragten. Als grundlegendes Ziel sieht man, dass man die untersuchte Teilgruppe aus Sicht des Informanten, also des Interviewten kennenlernt. Es geht darum, zu verstehen, welche Fakten und Kenntnisse für den Interviewten wichtig sind und wie sein Wissen mit dem Kontext der Gemeinschaft oder Kultur zusammenhängt. Aus diesem Grund muss man alle Erkenntnisse aus ethnographischen Interviews immer auch in ihrem weiteren kulturellen Kontext sehen.
Die meisten Erkenntnisse erhält man, indem man teilnehmende Beobachtung und ein erkundendes Gespräch, das Interview selbst, miteinander verknüpft. Durch die Beobachtung können Diskrepanzen zwischen einer Aussage im Interview und der tatsächlichen Handlung aufgedeckt werden. Wichtig ist jedoch, dass der Fokus stets auf dem Interviewten in seinem natürlichen, alltäglichen Umfeld liegt, zum Beispiel Wie geht die Person mit bestimmten Geräten im Haushalt um? Was macht die Person während einer Autofahrt im Fahrzeug?
Videoaufzeichnungen gehören zu den gängigen Aufzeichnungsmethoden der Ethnographie und haben sich insbesondere in der Feldforschung bewährt, vor allem aufgrund der Möglichkeit der Dokumentation von Emotionen, Handlungsvorgängen, Bildern etc. Weitere Aufzeichnungsmethoden sind „notetaking“ und Aufzeichnungen mittels Diktiergerät.

## Kennzeichen
- das Interview ist meist halbstrukturiert mit einigen zuvor festgelegten Leitfragen
- der Interviewte führt das Gespräch mit seinen Antworten (ähnlich dem narrativen Interview, siehe narratives Interview)
- das Interview will Tatsachen aufdecken, ist allerdings nicht an deren statistischer Validität oder Häufigkeit interessiert
- es geht viel mehr darum zu verstehen, was genau für den Interviewten wichtig ist und wie sein Wissen Kontext der Gemeinschaft oder Kultur zu betrachten und zu bewerten ist
- das Interview basiert auf der Methode des aktiven Zuhörens. Dabei ermutigt der Interviewer den Informanten, dass er seine Erfahrungen, Erlebnisse etc. wiedergibt.

Mit der Annahme, dass es sich bei den Mitgliedern einer bestimmten Untersuchungsgruppe um eine eigene gesellschaftliche Teilkultur handelt, die sich zum Beispiel in der Sprache oder Wertvorstellungen von anderen Teilkulturen unterscheidet, ist es notwendig, neue Methoden für die spezifischen Bedürfnisse und Anforderungen zu finden.

## Anwendungsbereiche
- Softwareentwicklung: Software-Ergonomen setzen ethnographische Methoden mit dem Ziel der Veränderung und Verbesserung von Computerunterstützung ein (vgl. Simonsen, Kensing, 1997); dies dient der Ermittlung von Anwenderbedürfnissen
- Human-Centered Design. Hier werden ethnographische Methoden und insbesondere das Kontextinterview (engl. Contextual Inquiry) bei der Entwicklung von Produkten, Systemen und Dienstleistungen zur Erfassung des Nutzungskontexts und zur Ableitung von Ideen, Erfordernissen und Nutzungsanforderungen verwendet.
- Marktforschung: eignet sich zur Erschließung von detailliertem Konsumentenverhalten (Einfluss persönlicher Werte auf Markenloyalität, Einfluss des Lebensstils auf Konsumentenbedürfnisse) und wird vor allem von marktpsychologisch orientierten Instituten angewandt (zum Beispiel Sinus Sociovision , Spiegel Institut )
- Sozialpädagogik und Milieustudien: dies dient der Untersuchung von sozialen Gruppen und deren Verhaltensmustern

## Vor- und Nachteile
Vorteile:
- besseres Verständnis für die Bedürfnisse, Arbeitsabläufe und Präferenzen der Konsumenten
- durch die offene Interviewführung wird nur über das gesprochen, was dem Konsumenten wirklich wichtig ist
- durch die Interviewführung unter realen Bedingungen werden viele sonst nicht erfasste Faktoren mit einbezogen
- der Kontext des Verhaltens sowie Ideen, Gedanken und Glaubenssätze werden ebenfalls betrachtet

Nachteile: zeit- und arbeitsaufwendig